# Вулиця Льва Толстого (Київ)
Ву́лиця Льва Толсто́го — вулиця в Дарницькому районі міста Києва, селище Бортничі. Пролягає від вулиці Шевченка до Левадної вулиці.
Прилучаються вулиці Млинна та Наталії Кобринської.

## Історія
Почала формуватися ще у 2-й половині ХІХ століття, офіційної назви не мала. Повністю сформованого вигляду набула до 1-ї третини ХХ ст. Сучасна назва — ймовірно з 1930–40-х років.

## Громадський транспорт
Маршрути автобусів (дані на 2011 рік)
№ 104: ст. м. «Харківська» — Бортничі.